# Сестра печали
«Сестра печали» — повесть Вадима Шефнера, советского писателя, журналиста, в частности военного корреспондента, изданная в 1968 году. Автобиографическая повесть посвящена подвигу ленинградцев, чья молодость пришлась на начало 1940-х годов и на чью долю выпали тяжкие испытания периода Великой Отечественной войны.

## История создания
Повесть написана на основе личных переживаний и содержит детали биографии самого писателя. «Сестра печали» повествует о верных друзьях, о первой любви, о прекрасном городе на Неве с его неповторимым обликом и  историей, о войне и блокаде, которые навеки изменили этот облик, о судьбе поколения, жизнь многих представителей которого оборвана войной.
«…Истинно вам говорю: война — сестра печали, горька вода в колодцах ее. Враг вырастил мощных коней, колесницы его крепки, воины умеют убивать. Города падают перед ним, как шатры перед лицом бури. Говорю вам: кто пил и ел сегодня — завтра падет под стрелами. И зачавший не увидит родившегося, и смеявшийся утром возрыдает к ночи. Вот друг твой падает рядом, но не ты похоронишь его. Вот брат твой упал, кровь его брызжет на ноги твои, но не ты уврачуешь раны его. Говорю вам: война — сестра печали, и многие из вас не вернутся под сень кровли своей. Но идите. Ибо кто, кроме вас, оградит землю эту…» ()

## Экранизации
- «У ангела ангина» — фильм режиссёра Оксаны Карас (Россия, 2018).